# Messier 95
Messier 95 (M95) även känd som NGC 3351, är en stavgalax i stjärnbilden Lejonet. M95 ligger i M96-hopen på ett avstånd av ca 32,6 miljoner ljusår från jorden. I galaxhopen ingår också Messierobjekten M96 och M105. Den upptäcktes 1781 av Pierre Méchain och infördes fyra dagar  senare av Charles Messier som nummer 95 i dennes katalog. År 2012 upptäcktes den senaste supernovan.

## Egenskaper
Galaxen har en morfologisk klassificering av SB(r)b, med SBb-notationen som anger att det är en spärrad spiralgalax med armar som ligger i mitten på skalan från tätt till löst lindad, och ett "(r)" som betyder att en inre ring omger staven. Den senare är en ringformad stjärnbildande region med en diameter på ca 2 000 ljusår (610 pc). Spiralstrukturen sträcker sig utåt från ringen.
Ringstrukturen i Messier 95 har en massa motsvarande ca 3,5 × 108 solmassor av molekylär gas och ger en stjärnbildningshastighet på 0,38 stjärnor per år. Stjärnbildningen sker i minst fem regioner med diameter mellan 100 och 150 pc, som består av flera stjärnhopar i storlek från 1,7 till 4,9 pc. Dessa enskilda hopar innehåller (1,8–8,7) × 106 solmassor av stjärnor och kan vara på väg att bilda klotformiga stjärnhopar.
En supernova av typ II, kallad SN 2012aw, upptäcktes 2012. Ljuskurvan av denna visade stor platå efter 27 dygn och den klassificerades därför som en typ II-P, eller "platå", kärnkollapsad supernova. Försvinnandet av föregångsstjärnan bekräftades senare av nära infraröd avbildning av regionen. Ljusstyrkan hos den förmodade röda superjätten tydde på att dess massa kunde uppskattas till 12,5 ± 1,5 solmassor.
Messier 95 är en av flera galaxer inom M96-gruppen, en grupp galaxer i stjärnbilden Lejonet, vars andra Messierobjekt är M96 och M105.

## Galleri

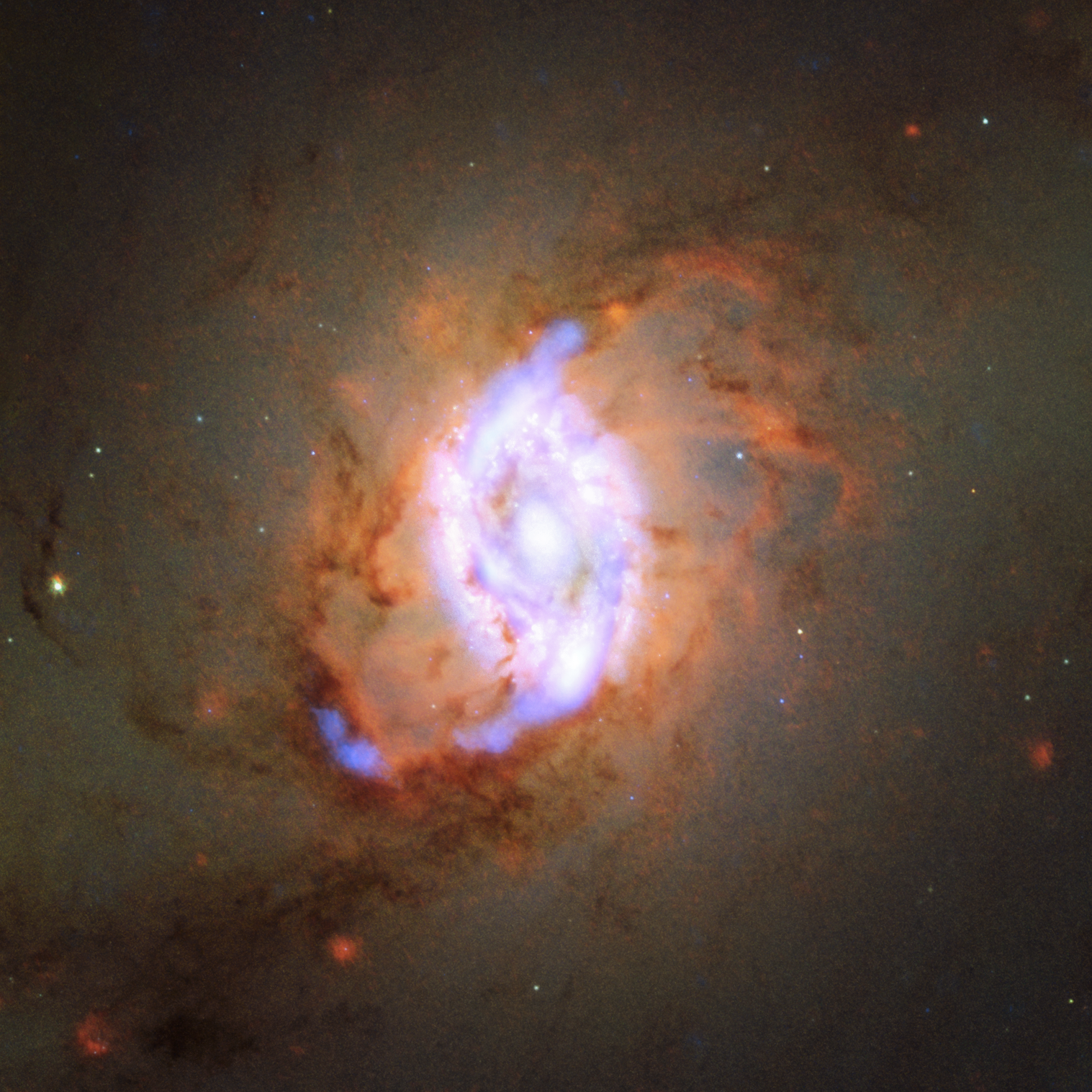
Messier 95 visar processen för återförande av energi till interstellärt medium inom stjärnbildande galaxer.
Hubbleteleskopets bild av Messier 95.[16]